# Maciej Miarka
Maciej Miarka (* 25. Februar 2001 in Łódź) ist ein polnischer Eishockeytorwart, der seit 2023 erneut beim JKH GKS Jastrzębie in der Polska Hokej Liga unter Vertrag steht.

## Karriere

### Club
Maciej Miarka begann seine Karriere in der Nachwuchsabteilung des ŁKS Łódź. Als 16-Jähriger wechselte er zum JKH GKS Jastrzębie und spielte dort in der polnischen U20-Liga. 2019/20 spielte er zudem mit der polnischen U18-Auswahl in der dritten tschechischen U20-Liga. 2020 verließ er Jastrzębie, um beim GKS Katowice anzuheuern. Mit den Schlesiern wurde er 2022 und 2023 Polnischer Meister. Da er aber hinter John Murray nur Reservetorwart war, spielte er ab 2021 außerdem für den Zweitligisten Naprzód Janów. 2023 kehrte er zum JKH GKS Jastrzębie zurück.

### International
Für Polen nahm Miarka im Juniorenbereich an den U18-Weltmeisterschaften 2018 und 2019, als er mit der höchsten Fangquote und dem geringsten Gegentorschnitt des Turniers maßgeblich zum Aufstieg der Polen beitrug, in der Division II sowie der U20-Weltmeisterschaft 2020 in der Division I teil.
Sein Debüt in der Herren-Nationalmannschaft gab er im Vorfeld der Weltmeisterschaft der Division I 2023. Bei der Weltmeisterschaft selbst, bei der den Polen erstmals nach mehr als zwanzig Jahren der Aufstieg in die Top-Division gelang, wurde er beim 6:2-Erfolg im abschließenden Spiel gegen Rumänien eingesetzt, weil Stammtorwart John Murray mit einer Leistenverletzung ausfiel.

## Erfolge und Auszeichnungen
- 2022 Polnischer Meister mit dem GKS Katowice
- 2023 Polnischer Meister mit dem GKS Katowice

### International
- 2019 Aufstieg in die Division I, Gruppe B, bei der U18-Weltmeisterschaft der Division II, Gruppe A
- 2019 Höchste Fangquote und geringster Gegentorschnitt bei der U18-Weltmeisterschaft der Division II, Gruppe A
- 2023 Aufstieg in die Top-Division bei der Weltmeisterschaft der Division I, Gruppe A